# KParts
KParts — технология, разработанная в рамках проекта KDE с целью позволить программам использовать функциональные возможности других программ вместе с их виджетами (например, окно Konsole в Kate). Такие внедряемые приложения могут использоваться, например, для просмотра файлов PDF или ODT / MS Word прямо в окне браузера, при этом будет запущена соответствующая программа (вероятно, она предоставит также возможность изменения открытого файла).
KParts является аналогом Bonobo из среды GNOME.